# Germana Dominici
Germana Dominici, née le 1er décembre 1946 à Palerme et morte le 3 janvier 2024 à Rome, est une actrice et directrice de doublage italienne,.

## Biographie
Deuxième enfant de l’acteur et comédien de doublage Arturo Dominici, elle a commencé sa carrière à la Cooperativa Doppiatori Cinematografici (it) dans les années 1960, puis est devenue membre de la société de doublage Gruppo Trenta en 1982. Parmi les actrices qu’elle a doublées, on trouve Bette Midler, Kim Novak, Laura Gemser, Vanessa Redgrave, Fernanda Montenegro ou encore Dalila Di Lazzaro. En 2012, elle a pris sa retraite de l’entreprise.
Elle était l’épouse du producteur de cinéma Enrico Bomba, avec qui elle a eu une fille, Federica, également actrice de doublage. Elle était également la tante de l’actrice de doublage Lilli Manzini et de l’imitatrice Francesca Manzini.

## Filmographie
Cinéma
- 1960 : Le Masque du démon (La maschera del demonio) de Mario Bava
- 1965 : La settima tomba de Garibaldi Serra Caracciolo
- 1966 : Mondo pazzo... gente matta! de Renato Polselli
- 1966 : Mi vedrai tornare d’Ettore Maria Fizzarotti
- 1979 : La lycéenne séduit ses professeurs (La liceale seduce i professori) de Mariano Laurenti
- 1986 : Il ragazzo del Pony Express (it) de Franco Amurri
- 1987 : Intervista de Federico Fellini
- 1994 : Maniaci sentimentali de Simona Izzo

Télévision
- 1980 : Nella vita di Sylvia Plath (it) d'Alessandro Cane – téléfilm